# UCI America Tour 2022
L'UCI America Tour 2022 è la diciottesima edizione dell'UCI America Tour, uno dei cinque circuiti continentali di ciclismo dell'Unione Ciclistica Internazionale, composto da corse che si disputano nel continente americano.

## Squadre partecipanti
La partecipazione delle squadre alle diverse gare dipende dalla categoria dell'evento. Ad esempio le squadre UCI World Tour possono partecipare esclusivamente a corse di categoria .1 e il loro numero è limitato.
| Categoria | Categoria            | Squadre                                                                                |
| --------- | -------------------- | -------------------------------------------------------------------------------------- |
| .1        | 1.1 (Corse in linea) | * UCI World Tour (max 50%) * UCI ProTeam * UCI Continental Team * Squadre nazionali    |
| .1        | 2.1 (Corse a tappe)  | * UCI World Tour (max 50%) * UCI ProTeam * UCI Continental Team * Squadre nazionali    |
| .2        | 1.2 (Corse in linea) | * UCI ProTeam * UCI Continental Team * Squadre nazionali * Squadre regionali e di club |
| .2        | 2.2 (Corse a tappe)  | * UCI ProTeam * UCI Continental Team * Squadre nazionali * Squadre regionali e di club |

## Calendario

### Ottobre 2021
| Data          | Prova                     | Cat. | Vincitore   | Squadra                             |
| ------------- | ------------------------- | ---- | ----------- | ----------------------------------- |
| 31-7 Novembre | Vuelta a Venezuela (2021) | 2.1  | Jorge Abreu | Fina Arroz-Venezuela País de Futuro |

### Dicembre 2021
| Data | Prova                                                     | Cat. | Vincitore     | Squadra        |
| ---- | --------------------------------------------------------- | ---- | ------------- | -------------- |
| 1    | Giochi Panamericani Giovanili (Cronometro U23) (2021)     | 1.2  | Victor Ocampo | Colombia       |
| 3    | Giochi Panamericani Giovanili (Corsa in linea U23) (2021) | 1.2  | Gabriel Rojas | Costa Rica     |
| 8-15 | Vuelta al Ecuador (2021)                                  | 2.2  | Wilson Haro   | Team Pichincha |

### Gennaio
| Data  | Prova                    | Cat. | Vincitore     | Squadra           |
| ----- | ------------------------ | ---- | ------------- | ----------------- |
| 16-23 | Vuelta al Táchira (2022) | 2.2  | Roniel Campos | Deportivo Tachira |

### Febbraio
| Data | Prova                               | Cat. | Vincitore      | Squadra                                          |
| ---- | ----------------------------------- | ---- | -------------- | ------------------------------------------------ |
| 9-13 | Vuelta del Porvenir San Luis (2022) | 2.2  | Nicolás Tivani | Agrupación Virgen de Fatima-San Juan Biker Motos |

### Aprile
| Data        | Prova                                 | Cat. | Vincitore      | Squadra                                          |
| ----------- | ------------------------------------- | ---- | -------------- | ------------------------------------------------ |
| 7-10        | Vuelta a Formosa Internacional (2022) | 2.2  | Nicolás Tivani | Agrupación Virgen de Fatima-San Juan Biker Motos |
| 27-1 Maggio | Tour of the Gila (2022)               | 2.2  | Sean Gardner   | CS Velo Racing                                   |

### Maggio
| Data  | Prova                        | Cat. | Vincitore       | Squadra                         |
| ----- | ---------------------------- | ---- | --------------- | ------------------------------- |
| 19-22 | Joe Martin Stage Race (2022) | 2.2  | Jonathan Clarke | Wildlife Generation Pro Cycling |

### Giugno
| Data | Prova                    | Cat. | Vincitore    | Squadra           |
| ---- | ------------------------ | ---- | ------------ | ----------------- |
| 3-12 | Vuelta a Colombia (2022) | 2.2  | Fabio Duarte | Team Medellín-EPM |

### Luglio
| Data  | Prova                     | Cat. | Vincitore  | Squadra       |
| ----- | ------------------------- | ---- | ---------- | ------------- |
| 24-31 | Vuelta a Venezuela (2022) | 2.2  | Luis Gómez | Team Carabobo |

### Ottobre
| Data | Prova                                              | Cat. | Vincitore          | Squadra    |
| ---- | -------------------------------------------------- | ---- | ------------------ | ---------- |
| 3    | Giochi sudamericani (Cronometro) (2022)            | 1.2  | Walter Vargas      | Colombia   |
| 5    | Giochi sudamericani (Corsa in linea) (2022)        | 1.2  | Orluis Aular       | Venezuela  |
| 14   | Campionati centroamericani (Cronometro) (2022)     | 1.2  | Franklin Archibold | Panama     |
| 16   | Campionati centroamericani (Corsa in linea) (2022) | 1.2  | Dylan Jiménez      | Costa Rica |

## Classifiche

### Classifica individuale
La classifica è composta da tutti i corridori del continente che abbiano ottenuto punti nell'UCI World Ranking.  
| Pos. | Corridore          | Squadra | Punti |
| ---- | ------------------ | ------- | ----- |
| 1    | Sergio Higuita     | Bora    | 1 992 |
| 2    | Daniel Martínez    | Ineos   | 1 920 |
| 3    | Richard Carapaz    | Ineos   | 1 706 |
| 4    | Neilson Powless    | EF      | 1 079 |
| 5    | Miguel Ángel López | Astana  | 883   |
| 6    | Brandon McNulty    | UAE     | 880,5 |
| 7    | Nairo Quintana     | Arkéa   | 880   |
| 8    | Rigoberto Urán     | EF      | 691   |
| 9    | Magnus Sheffield   | Ineos   | 688   |
| 10   | Michael Woods      | Israel  | 662   |

### Classifica a squadre
La classifica viene calcolata sommando i punti della classifica individuale dei migliori 8 ciclisti per squadra.
| Pos. | Squadra                               | Punti |
| ---- | ------------------------------------- | ----- |
| 1    | Human Powered Health                  | 876   |
| 2    | Panamá es Cultura y Valores           | 650   |
| 3    | Movistar-Best PC                      | 441   |
| 4    | Team Medellín-EPM                     | 437   |
| 5    | Hagens Berman Axeon                   | 436,5 |
| 6    | Team Banco Guayaquil Ecuador          | 399   |
| 7    | Chimbas Te Quiero                     | 395   |
| 8    | Wildlife Generation Pro Cycling       | 372   |
| 9    | Colombia Tierra de Atletas-GW Shimano | 347   |
| 10   | Java Kiwi Atlántico                   | 290   |

### Classifica per nazioni
La classifica viene calcolata sommando i punti dei migliori 8 ciclisti per nazione.
| Pos. | Nazione     | Punti |
| ---- | ----------- | ----- |
| 1    | Colombia    | 8 076 |
| 2    | Stati Uniti | 3 578 |
| 3    | Ecuador     | 3 153 |
| 4    | Canada      | 2 297 |
| 5    | Argentina   | 1 112 |
| 6    | Venezuela   | 949   |
| 7    | Panama      | 668   |
| 8    | Uruguay     | 471   |
| 9    | Brasile     | 460   |
| 10   | Cile        | 350   |

### Classifica per nazioni U23
La classifica viene calcolata sommando i punti dei migliori 8 ciclisti per nazione della categoria U23.
| Pos. | Nazione     | Punti |
| ---- | ----------- | ----- |
| 1    | Stati Uniti | 1262  |
| 2    | Colombia    | 577   |
| 3    | Ecuador     | 332   |
| 4    | Panama      | 282   |
| 5    | Argentina   | 253   |
| 6    | Bolivia     | 240   |
| 7    | Porto Rico  | 201   |
| 8    | Canada      | 189   |
| 9    | Venezuela   | 178   |
| 10   | Cile        | 158   |